# Hư Vân (Thiền sư)
Hư Vân (zh. 虛雲; Xūyún; 17 tháng 8 năm 1840?−13 tháng 10 năm 1959), còn có hiệu là Đức Thanh Diễn Triệt, là một Thiền sư Trung Quốc thời cận đại. Sư là vị Thiền sư có ảnh hưởng nhất trong thế kỷ 19 và thế kỷ 20 tại Trung Quốc và có vai trò rất lớn trong việc phục hưng Thiền tông và Phật Giáo Trung Quốc. Cuộc đời sư khôi phục và nối tiếp pháp mạch của Ngũ Gia Thất tông - Thiền tông.

## Thân thế
Thiền sư Hư Vân tên khai sinh là Tiêu Trai, quê ở huyện Tương Lương, tỉnh Hồ Nam, sinh ra tại tỉnh Phúc Kiến. Sư thuộc dòng dõi hậu duệ vua Lương Vũ Đế, họ gốc ở Lan Lăng. Cha là Tiêu Ngọc Đường, làm quan ở Phúc Kiến. Mẹ là Nhan Thị, bà mất khi vừa mới sinh sư xong.

## Cơ duyên xuất gia và tu hành
Năm 11 tuổi, bà nội có ý muốn cưới hai cô vợ cho sư để gia đình có người nối dõi. Cùng năm, bà nội sư mất và tại đám tang này có mời các vị sư ở chùa đến tụng kinh cầu siêu, nhờ đó mà sư biết đến Phật Pháp lần đầu tiên. Không lâu sau đó, sư bắt đầu nghiên cứu Kinh Phật và hành hương đến núi Hành Sơn - một trong những danh lam Phật Giáo tại Trung Quốc.
Năm 14 tuổi, sư có ý muốn cạo tóc xuất gia nhưng cha sư không cho và bắt sư học các kinh điển của Nho Giáo, Đạo Giáo. Sư cảm thấy không có hứng thú. Nhân đọc quyển Hương Sơn - kể về sự tích thành đạo của Bồ Tát Quán Thế Âm, quyết tâm xuất gia tu hành của sư càng mãnh liệt, vững vàng hơn.
Năm 17 tuổi, sư trốn nhà đến núi Hành Sơn để xuất gia nhưng bị chú ruột bắt về. Sau đó, sư bị cha ép kết hôn với 2 cô gái. Mặc dù gần nữ sắc nhưng sư vẫn giữ trai giới và thường giảng Phật pháp cho hai người vợ ấy nghe, khiến họ phát tâm Bồ đề. Sư có sáng tác Bài Ca Túi Da để tiễn biệt họ trước khi đi tu.
Năm 19 tuổi, sư xuất gia và thụ giới Sa-di với Hoà thượng Thiện Từ Thường Khai tại  Dũng Tuyền Thiền tự ở núi Cổ sơn, tỉnh Phúc Kiến.
Năm 20 tuổi, sư thụ giới Cụ-túc với Hoà thượng Diệu Liên Địa Hoá (zh. 妙莲地华 Miaolian Dihua, 1824-1907) tại núi Cổ Sơn và được ban pháp danh là Cổ Nham cùng Diễn Triệt, tự là Đức Thanh. Sư được Hoà thượng Diệu Liên song truyền cả hai tông Lâm Tế và Tào Động, làm truyền nhân đời thứ 43 của tông Lâm Tế theo phái của Ngọc Lâm Quốc Sư và nối pháp đời thứ 47 (hoặc 42) tông Tào Động theo hệ phái Cổ Sơn. Sở dĩ có chuyện như vậy là vì Cổ Sơn từ cuối đời Minh trở đi vốn là đạo tràng của tông Tào Động, nhưng đến khi Hoà thượng Diệu Liên làm trụ trì Cổ Sơn thì vị này do khi xuất gia theo tông Lâm Tế, sau nối pháp tông Tào Động nên khi truyền pháp cho đệ tử thì Hoà thượng Diệu Liên cũng song truyền luôn cả hai dòng Lâm Tế và Tào Động. Vì để tránh cha tìm và ép trở về, sư đến ẩn tu tại một hang động nọ ở núi Cổ Sơn và thực hành hạnh đầu-đà (tu khổ hạnh) suốt 3 năm.
Năm 25 tuổi, cha sư qua đời, người mẹ kế và hai người vợ cũ của sư cũng vào chùa xuất gia làm ni. Từ đó sư không cần lẫn trốn cha như trước nữa. Sư khá đau buồn về sự ra đi của cha nhưng đã gạt tình riêng qua một bên để tiếp tục con đường tu tập khổ hạnh.
Năm 31 tuổi, sư đến yết kiến pháp sư Dung Kính - vị đại sư tông Thiên Thai - cả về Thiền tông lẫn giáo môn (chỉ chung cho các tông phái không phải Thiền tông) pháp sư đều thông thạo. Từ lời chỉ dạy của pháp sư Dung Kính, sư bỏ con đường tu khổ hạnh và thực hành trung đạo. Tại đây, sư cũng được dạy tham câu thoại: " Ai là người kéo cái tử thi này?".
Năm 36 tuổi, theo lời khuyên của Pháp sư Dung Kính, sư đi hành hương trong 7 năm đến núi Phổ Đà, và tiếp tục hành hương đến nhiều danh sơn khác như A Dục Vương Sơn....
Năm 43 tuổi, sư thấy bản thân mình dù đã xuất gia tu hành hơn 20 năm nhưng đạo nghiệp vẫn chưa thành bèn xấu hổ. Để báo đáp ơn sinh thành dưỡng dục của cha mẹ, sư phát nguyện đến núi Phổ Đà, Nam Hải ở phía Đông rồi từ đó triều bái lên Ngũ Đài Sơn - nơi đạo tràng của Bồ Tát Văn-Thù-Sư-Lợi. Ngày đầu tháng 7, từ am Pháp Hoa núi Phổ Đà, sư bắt đầu thực hành tam bộ nhất bái (ba bước một lạy) để hồi hướng công đức cho cha mẹ được tái sinh nơi cõi Tịnh Độ, cùng tham gia với sư có bốn vị tăng sĩ khác nữa. Trên hành trình tam bộ nhất bái đến núi Ngũ Đài, do những điều kiện thời tiết khắc nghiệt, đường đi gian nan, khổ cực, lại thiếu thốn về vật chất nên cả 4 vị tăng kia đều thối lui, chỉ còn mình sư tiếp tục. Sư cũng gặp những khó khăn, bệnh tật trên đường đi và được một người ăn xin tên Văn Cát cứu mạng 2 lần. Sư tin rằng Văn Cát chính là hóa thân của bồ tát Văn-Thù-Sư-Lợi đến cứu giúp sư.
Sư cũng hành hương đến phía Tây, Nam Trung Quốc và tham bái các di tích như núi Nga Mi ở Tứ Xuyên - nơi được coi là đạo tràng của Bồ Tát Phổ Hiền. Sau đó, sư đến Tây Tạng viếng thăm cung điện Potala, Lhasa (đây từng là nơi cư trú và hoạt động của Đức Đại Lai Lạt Ma) và tu viện Tashi Lhunpo - nơi cư trú của Ban Thiền Lạt Ma. Tiếp đến, sư đi qua Ấn Độ, Tích Lan chiêm bái các thánh tích Phật Giáo nổi tiếng rồi sau đó qua Miến Điện hành hương. Trong thời gian này, sức khỏe sư dần hồi phục và sư có sáng tác khá nhiều thơ, kệ.
Sau khi trở lại Trung Quốc, sư tiếp tục tu hành và nghiên cứu Kinh sách. Sư cùng các vị cao tăng khác như Phổ Chiếu, Nguyệt Hà, Ấn Liên cùng nhau chuyên tâm tu tập, Thiền định tại am Túy Phong, núi Cửu Hoa. Tại đây, có Thiền sư Phổ Chiếu giảng kinh Hoa Nghiêm thu hút rất nhiều tăng sĩ đến nghe pháp. Ngoài ra cũng có Pháp sư Đế Nhàn - Thiên Thai tông đến cùng an cư kết hạ.

## Chứng ngộ
Năm 56 tuổi, vị trụ trì Cao Mân Thiền tự ở Dương Châu là Thiền sư Nguyệt Lãng đến am Túy Phong mời sư cùng các vị cao tăng khác đến tham dự, hộ trì kỳ đả Thiền Thất khéo dài 20 tuần. Khi thời kỳ Thiền Thất sắp đến, tăng chúng thúc dục sư xuống núi trước. Tới cảng Địch Câu, Đại Thông, khi đi dọc theo bờ sông, gặp lúc nước lớn, sư muốn đi thuyền qua sông nhưng vì không có tiền nên người lái đò từ chối. Sư tiếp tục men theo dọc bờ sông mà đi, vì không cẩn thận nên té xuống sông, bị trôi chìm cả 1 ngày, dạt đến vùng phụ cận bến đá Thái Thạch. Ngư dân kéo lưới thấy sư và nhờ vị trụ trì chùa Bảo Tích đến nhận. Sư được khiêng về chùa cứu sống.
Mặc dù thân đang mang bệnh nhưng sư vẫn vội đến chùa Cao Mân để kịp kỳ Thiền Thất. Tại đây, sư gặp Thiền sư Nguyệt Lãng và được thỉnh làm thiện tri thức khai thị cho đại chúng trong thời gian diễn ra Thiền thất. Sư bèn khéo léo từ chối mà không tiết lộ bệnh tình của mình đồng thời bày tỏ mong muốn được cùng chúng đả Thiền Thất tiến tu. Quy củ của Chùa Cao Mân rất nghiêm khắc, theo thông lệ của chùa, nếu ai được tăng chúng đề cử làm chức sự mà không nhận chức sẽ phải chịu phạt đánh Thiền-bản. Vì bị phạt nên bệnh tình của sư càng nặng thêm.
Trong nhiều ngày liên tiếp, sư chuyên tâm tọa Thiền, khán thoại đầu, cùng tăng chúng tinh tấn đả Thiền Thất cầu đại ngộ, liễu thoát sinh tử. Qua hơn 20 ngày đả thất thì mọi bệnh tật trong thân sư đều hết. Trong thời gian này, sự tu tập của sư có rất nhiều tiến bộ, như trong khi ngồi Thiền sư gặp nhiều cảnh giới lạ như có thể nghe và thấy các cảnh ở xa... Tuy vậy, sư không để tâm đến nó mà hướng sự tập trung vào việc tham Thiền. Đến ngày thứ 3 tuần Thiền thất thứ 8, vào giờ nghỉ giải lao, thầy hộ thất theo thường lệ rót trà cho chúng tăng trong Thiền Thất dùng. Khi đưa ly trà cho sư, vì sơ ý, ly trà bị rơi xuống đất. Sư nghe tiếng ly nước vỡ thì bỗng nhiên đại ngộ, minh tâm kiến tính, mọi nghi tình trước kia đều thông suốt, thân tâm thoát mê. Sư cảm động tự nghĩ: "Nếu không bị té sông bịnh nặng, không nhẫn cảnh nghịch cảnh thuận, không nghe sự giáo hóa của tri thức, chắc uổng phí một đời!". Sư có làm bài kệ nói về sự chứng ngộ của mình:
Nguyên văn
Bối tử phát lạc địa
Hưởng thanh minh lịch lịch
Hư không phấn toái dã
Cuồng tâm đương hạ hưu
Năng khán thủ, đả phấn toái
Gia phá nhân vọng ngữ nan khai
Xuân chí hoa hương xú xứ tú
Sơn hà đại địa thị Như Lai.
Dịch nghĩa
Cốc nước rơi xuống đất
Tiếng vang thật rõ ràng
Hư không tan thành bụi
Tâm cuồng liền thôi dứt
Tay thả lỏng, cốc nước rơi
Nhà tan người mất thật khó nói
Xuân đến hoa hương nơi nơi đều nở rộ
Núi sông đất rộng là Như Lai.

## Hoằng pháp

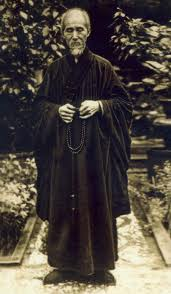
Thiền sư Hư Vân

Năm 61 tuổi, theo lời mời của vua nhà Thanh và Từ Hy thái hậu, sư đến phía Tây Trung Quốc chủ trì pháp hội Chúc Thánh Hộ Quốc Tiêu Tai. Sư đã tổ chức pháp hội thành công và cảm ứng được điềm lành. Sau, sư đến ẩn tu ở núi Chung Nam và đổi tên thành Hư Vân, hiệu là Huyễn Du lão nhân.
Năm 68 tuổi, sư vân du qua Thái Lan. Trong thời gian ở đây có lần sư nhập định liên tục 9 ngày, gây xôn xao cả thủ đô Bangkok. Sau khi quay trở lại Trung Quốc, sư đến trụ tại núi Kê Túc, Vân Nam (khoảng 18 năm) và khôi phục lại các di tích của Quy Ngưỡng tông. Tại đây sư đã có nhiều hoạt động đóng góp cho Phật giáo và xã hội như thuyết phục vị tướng quân tên Lí Căn Nguyên chấm dứt việc đuổi tăng phá chùa. Ngoài ra, sư cũng chủ động sang Tây tạng đàm phán hòa bình để ngăn chặn chiến tranh giữa Trung quốc và Tây tạng. Sư cũng dùng Phật Pháp để khuyên dụ bọn trộm cướp ở Vân Nam trở về con đường lương thiện.
Năm 90 tuổi, sư về trụ trì, trùng tu và hoằng pháp tại Dũng Tuyền Thiền tự (đạo tràng thuộc Tào Động tông), núi Cổ Sơn, Phúc Kiến.
Năm 101 tuổi, sư đến trùng tu và xây cất thêm các điện đường tại chùa Tào Khê (Nam Hoa Thiền tự) - tổ đình Thiền tông, gắn liền với cuộc đời Lục Tổ Huệ Năng. Sau khi hoàn thành, sư giao lại cho đệ tử là pháp sư Phục Nhân đảm nhiệm chức trụ trì.

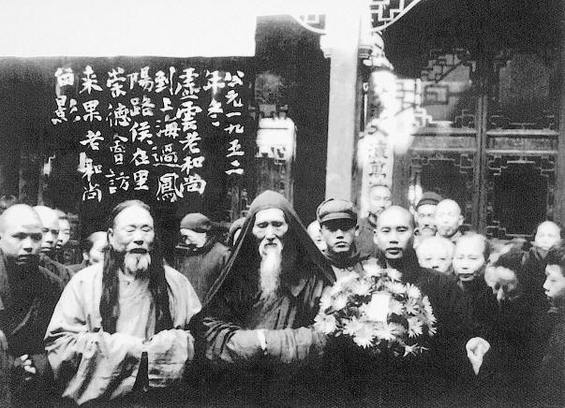
Ảnh chụp chung Thiền sư Hư Vân và Thiền sư Lai Quả (người để tóc dài) vào năm 1952.

Năm 104 tuổi, sư đến trùng tu lại Vân Môn Thiền tự - tổ đình của Vân Môn tông.
Năm 109 tuổi, sư đến hoằng pháp ở Hương Cảng (Hồng Kông). Khoảng 1 năm sau sư trở về đại lục.
Năm 112 tuổi, khi sư đang hoằng pháp ở Vân Môn Thiền tự, Hồng quân Trung Quốc bất ngờ đến bao vây chùa Vân Môn với lý do chùa cất giấu vũ khí và châu báu. Nhiều vị tăng trong chùa bị chúng tra tấn, đánh đập dã man, trong đó có đại đệ tử của sư là Pháp sư Diệu Vân bị đánh đến chết. Ngay cả sư cũng bị đánh đến hôn mê, tình hình rất nguy kịch như sắp mất. Sư gắng sức nhịn ăn ngồi Thiền liên tục 9 ngày cơn đau mới thuyên giảm. Đám quân lính thấy sư không chết bèn lấy làm lạ không dám quấy phá chùa nữa.
Những năm tháng cuối đời, sư đến hoằng pháp và trùng tu lại Chân Như Thiền tự - tổ đình của Tào Động tông (do Thiền sư Vân Cư Đạo Ưng sáng lập).

## Thị tịch
Năm 1959 (120 tuổi), bệnh tình của sư ngày càng nặng. Tuy nhiên, sư vẫn đứng ra trông coi việc trùng tu Chân Như Thiền tự và hướng dẫn, sách tấn tứ chúng tu tập. Tháng 8 cùng năm, đến ngày sinh nhật, sư vẫn gắng gượng nói chuyện Phật Pháp với tứ chúng. Đến tháng 10, bệnh tình sư nguy kịch, dù vậy sư vẫn tiếp tục thuyết pháp và căn dặn về những điều cốt yếu trong tu tập cho chúng đệ tử. Khi họ thỉnh sư nói di chúc, sư nhấn mạnh: "Cần tu giới định huệ, tiêu diệt tham sân si."

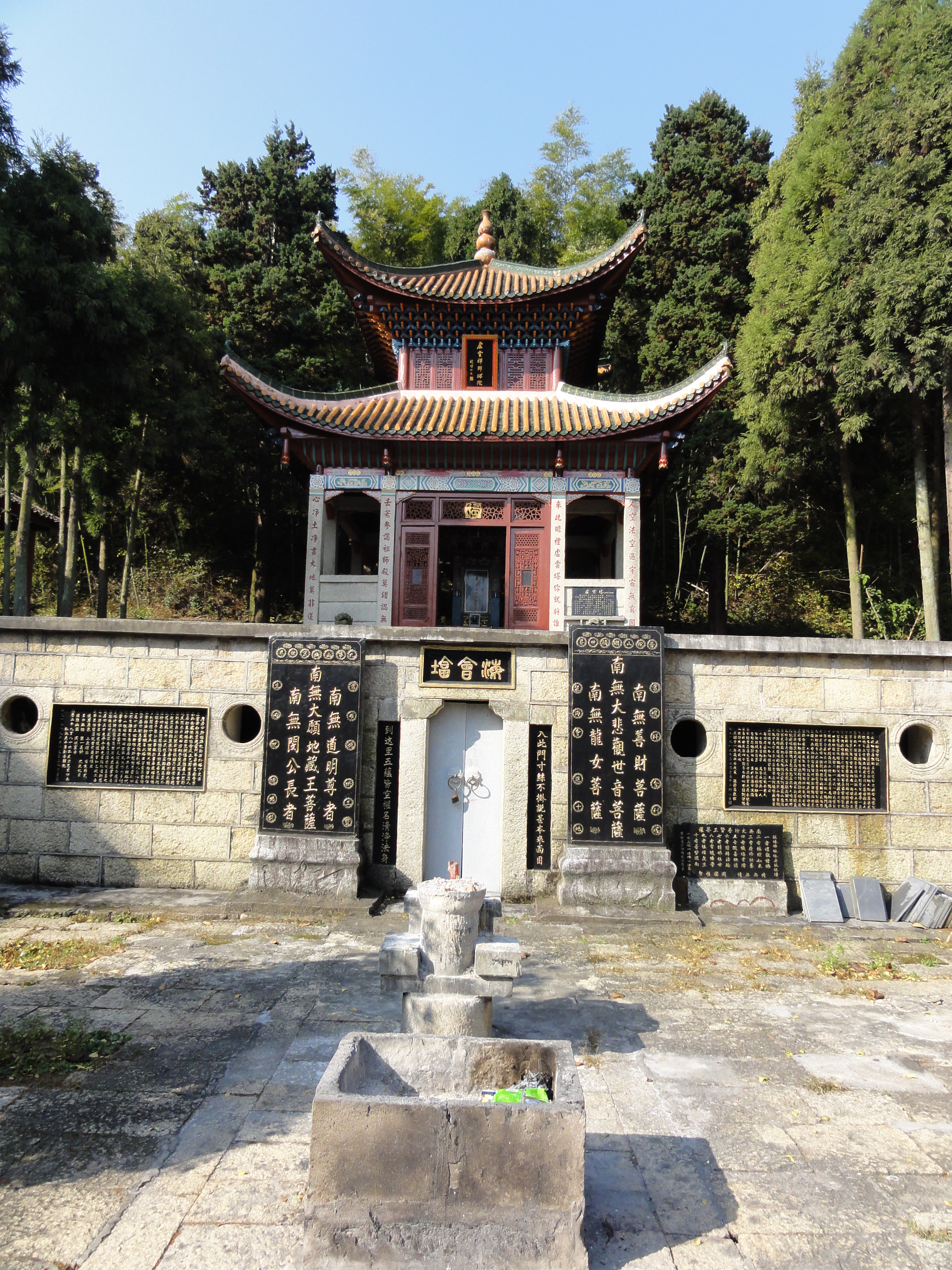
Tháp Hải Hội - nơi an trí xá lợi của Thiền sư Hư Vân

Đến 1 giờ 45 phút ngày 13 tháng 10 năm 1959, sư nằm tư thế cát tường an nhiên thị tịch, thọ 120 tuổi, hạ lạp 101 năm. Chúng môn đệ ngậm ngùi tổ chức tang lễ và cử hành lễ trà tỳ, thu được hơn 100 viên xá lợi tinh khiết, đủ năm màu, lớn nhỏ đủ loại. Đây là minh chứng cho cuộc đời tu tập và chứng ngộ cũng như những công hạnh diệu kỳ của sư. Đại chúng chia xá lợi sư ra thành nhiều phần và xây tháp thờ ở các chùa khác nhau. Trong đó, một phần xá lợi an trí tại tháp Hải Hội núi Vân Cư.
Trong suốt cuộc đời mình, Thiền sư Hư Vân đã thể hiện nhiều đức tính đáng khâm phục như từ, bi, hỷ, xả, hiếu, vô úy, bất phóng dật, kham nhẫn, giới luật thanh tịnh... Tổng cộng, Hư Vân trùng tu hơn 80 ngôi chùa lớn, nhỏ ở khắp Trung Quốc, mỗi nơi sau khi hoàn thành sư đều giao cho một vị sư nào đó có đức hạnh làm trụ trì, rồi lại đến nơi khác tiếp tục công cuộc trùng tu chùa chiền, hoằng dương Phật pháp. Bên cạnh việc truyền bá Thiền tông, sư cũng dạy người chân thật niệm Phật.

## Tác phẩm
Những tác phẩm do sư sáng tác gồm có: Lăng Nghiêm Kinh Huyền Yếu, Pháp Hoa Kinh Lược Sớ, Di Giáo Kinh Chú Thích, Viên Giác Kinh Huyền Nghĩa, Tâm Kinh Giải... nhưng đã bị Hồng quân Trung Quốc đốt phá, lấy đi hết trong vụ cướp chùa Vân Môn năm 1951 dưới thời Mao Trạch Đông. Các tác phẩm còn lại cho đến nay là: Hư Vân Thiền Sư Pháp Ngữ, Khai Thị Thiền Thất, Vấn Thư, Thi Ca...